# Список проектов, затронутых забастовкой SAG-AFTRA (2023)

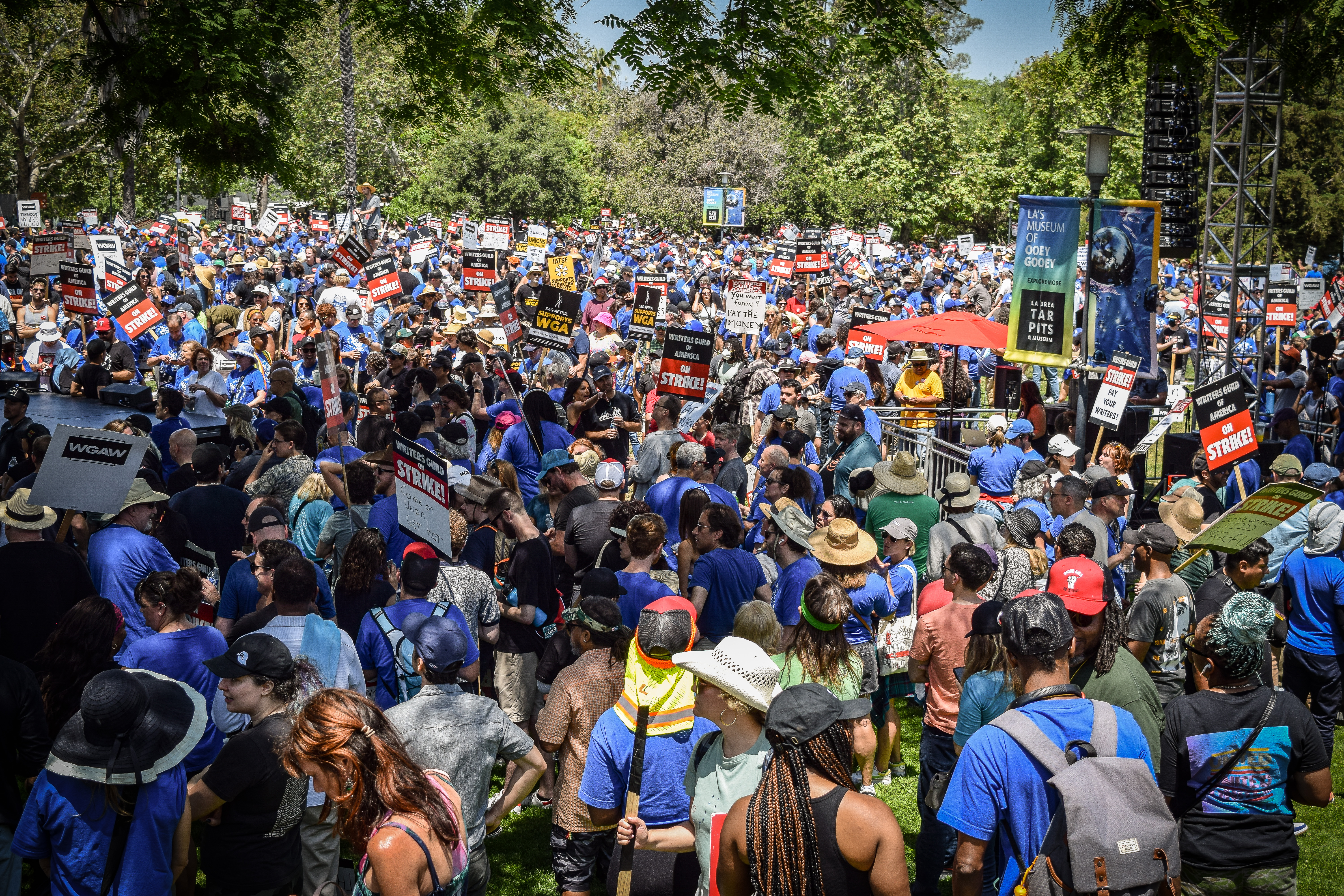
Участники SAG-AFTRA и WGA бастуют в Лос-Анджелесе 21 июня 2023 года

Забастовка SAG-AFTRA в 2023 году оказала значительное влияние на кино- и телеиндустрию США, вызвав остановку или перенос сроков производства многих кино- и телепроектов, а также прекращение производства всех оставшихся фильмов и телесериалов, которые ранее продолжалось во время забастовки Гильдии сценаристов Америки (WGA).

## Остановленные проекты

### Кинематограф
| Название                                  | Дистрибьютор         | Состояние                          | Прим.         |
| ----------------------------------------- | -------------------- | ---------------------------------- | ------------- |
| Дэдпул и Росомаха                         | Disney               | Остановлено производство           | [ 4 ]         |
| Лило и Стич                               | Disney               | Остановлено производство           | [ 5 ]         |
| Муфаса: Король Лев                        | Disney               | Остановлено производство           | [ 6 ]         |
| Фантастическая четвёрка                   | Disney               | Остановлен процесс подбора актёров | [ 7 ]         |
| Моана (ремейк)                            | Disney               | Остановлен процесс подбора актёров | [ 8 ]         |
| Трон: Арес                                | Disney               | Начало производства отложено       | [ 9 ]         |
| Новичок                                   | 20th Century         | Остановлено производство           | [ 10 ]        |
| Аватар 3                                  | 20th Century         | Остановлено производство           | [ 11 ]        |
| Аватар 4                                  | 20th Century         | Остановлено производство           | [ 11 ]        |
| Веном: Последний танец                    | Sony Pictures        | Остановлено производство           | [ 11 ]        |
| Всё закончится на нас                     | Sony Pictures        | Остановлено производство           | [ 10 ]        |
| Плохие парни до конца                     | Sony Pictures        | Остановлено производство           | [ 10 ]        |
| Человек-паук: За пределами вселенных      | Sony Pictures        | Озвучивание персонажей остановлено | [ 12 ]        |
| Супермен                                  | Warner Bros.         | Остановлено предпроизводство       | [ 13 ]        |
| Битлджус Битлджус                         | Warner Bros.         | Остановлено производство           | [ 10 ]        |
| Мортал Комбат 2                           | Warner Bros.         | Остановлено производство           | [ 14 ]        |
| Заклятие 4                                | Warner Bros.         | Остановлено производство           | [ 15 ]        |
| Присяжный № 2                             | Warner Bros.         | Остановлено производство           | [ 10 ]        |
| Minecraft в кино                          | Warner Bros.         | Начало производства отложено       | [ 16 ]        |
| Приквел серии «Одиннадцать друзей Оушена» | Warner Bros.         | Начало производства отложено       | [ 17 ]        |
| Гладиатор 2                               | Paramount            | Остановлено производство           | [ 10 ]        |
| Миссия невыполнима: Финальная расплата    | Paramount            | Остановлено производство           | [ 10 ]        |
| Крик 7                                    | Paramount            | Остановлено предпроизводство       | [ 18 ]        |
| Смерч 2                                   | Universal            | Остановлено производство           | [ 10 ]        |
| Злая: Часть первая                        | Universal            | Остановлено производство           | [ 10 ]        |
| Не говори никому                          | Universal            | Остановлено производство           | [ 19 ]        |
| Форсаж 11                                 | Universal            | Остановлено предпроизводство       | [ 11 ]        |
| Апогей                                    | Apple TV+            | Остановлено производство           | [ 5 ]         |
| Волки                                     | Apple TV+            | Остановлено производство           | [ 11 ]        |
| Паддингтон в Перу                         | StudioCanal          | Начало производства отложено       | [ 6 ]         |
| Полная неизвестность                      | Searchlight Pictures | Начало производства отложено       | [ 15 ]        |
| Грязные танцы (cиквел)                    | Lionsgate            | Приостановлено предпроизводство    | [ 20 ]        |
| Кинокритик                                | TBA                  | Начало производства отложено       | [ 21 ] [ 22 ] |

### Телевидение
| Название                                 | Сеть              | Состояние                       | Прим.         |
| ---------------------------------------- | ----------------- | ------------------------------- | ------------- |
| Андор (2-й сезон)                        | Disney+           | Остановлено производство        | [ 23 ]        |
| Яблоки не падают никогда                 | Peacock           | Остановлено производство        | [ 14 ]        |
| День Шакала                              | Peacock           | Приостановлено предпроизводство | [ 16 ]        |
| Песочный человек (2-й сезон)             | Netflix           | Остановлено производство        | [ 24 ]        |
| Эмили в Париже (4-й сезон)               | Netflix           | Начало производства отложено    | [ 25 ]        |
| Американская история ужасов (12-й сезон) | FX                | Остановлено производство        | [ 26 ]        |
| История американского спорта (1-й сезон) | FX                | Остановлено производство        | [ 27 ]        |
| Американские истории ужасов (3-й сезон)  | FX on Hulu        | Остановлено производство        | [ 26 ]        |
| Интервью с вампиром (2-й сезон)          | AMC               | Остановлено производство        | [ 28 ]        |
| Эйфория (3-й сезон)                      | HBO               | Начало производства отложено    | [ 29 ]        |
| Укрытие (2-й сезон)                      | Apple TV+         | Перерыв в производстве          | [ 30 ]        |
| Новый взгляд (2-й сезон)                 | Apple TV+         | Остановлено производство        | [ 31 ]        |
| Голубая кровь (14-й сезон)               | CBS               | Остановлено производство        | [ 32 ] [ 33 ] |
| Йеллоустон (5-й сезон)                   | Paramount Network | Остановлено производство        | [ 34 ]        |

### Другие медиа
| Название                      | Сеть     | Прим.  |
| ----------------------------- | -------- | ------ |
| В Филадельфии всегда солнечно | Megawatt | [ 35 ] |
| Полный дом                    | PodCo    | [ 36 ] |
| Dimension 20                  | Dropout  | [ 37 ] |
| Game Changer                  | Dropout  | [ 37 ] |

## Не затронутые проекты
Забастовка SAG-AFTRA не распространяется на озвучивание анимационных телепередач и видеоигр, хотя и запрещено озвучивание художественных фильмов на время забастовки. Разрешена работа в подкастах, «малобюджетных» независимых и студенческих фильмах, а также в телепроектах без сценария, например, в игровых шоу, реалити-шоу, документальных фильмах и ток-шоу. Профсоюзным актёрам по-прежнему не разрешается участвовать в рекламных акциях, таких как интервью, пресс-конференции или мероприятия на красных дорожках. В связи с этим актёрский состав фильма «Оппенгеймер» (2023) был вынужден немедленно покинуть красную ковровую дорожку лондонской премьеры фильма.

### Кинематограф
| Название                | Дистрибьютор    | Состояние                                                 | Прим.  |
| ----------------------- | --------------- | --------------------------------------------------------- | ------ |
| Мать Мария              | A24             | Производство получило «временное соглашение» с SAG-AFTRA. | [ 41 ] |
| Смерть единорога        | A24             | Производство получило «временное соглашение» с SAG-AFTRA. | [ 42 ] |
| Наблюдатели             | New Line Cinema | Производство получило «временное соглашение» с SAG-AFTRA. | [ 43 ] |
| Юбилей                  | Lionsgate       | Производство получило «временное соглашение» с SAG-AFTRA. | [ 44 ] |
| Трудная невеста         | TBA             | Производство получило «временное соглашение» с SAG-AFTRA. | [ 45 ] |
| Пыльный кролик          | TBA             | Производство получило «временное соглашение» с SAG-AFTRA. | [ 45 ] |
| Соперники Амзиаха Кинга | TBA             | Производство получило «временное соглашение» с SAG-AFTRA. | [ 45 ] |
| Не двигайся             | TBA             | Производство получило «временное соглашение» с SAG-AFTRA. | [ 43 ] |
| Риск полёта             | TBA             | Производство получило «временное соглашение» с SAG-AFTRA. | [ 42 ] |

### Телевидение
| Название                | Сеть                      | Состояние                                                                                                 | Прим.         |
| ----------------------- | ------------------------- | --- | ------------- |
| Дюна: Пророчество       | Max                       | Производство проводится в Венгрии, с британским актёрским составом, работающим по контракту Equity        | [ 46 ]        |
| Дом Дракона (2-й сезон) | HBO                       | Производство проводится в Великобритании, с британским актёрским составом, работающим по контракту Equity | [ 47 ]        |
| Индустрия (3-й сезон)   | HBO                       | Производство проводится в Великобритании, с британским актёрским составом, работающим по контракту Equity | [ 48 ]        |
| Избранные (4-й сезон)   | International syndication | Независимое производство с «временным соглашением» SAG-AFTRA.                                             | [ 49 ]        |
| Тегеран (3-й сезон)     | Apple TV+                 | Производство проводится в Греции с «временным соглашением» SAG-AFTRA.                                     | [ 50 ]        |
| Чужой                   | FX on Hulu                | Производство проводится в Таиланде, с британским актёрским составом, работающим по контракту Equity       | [ 51 ]        |
| Башня (3-й сезон)       | ITV                       | Независимое производство с «временным соглашением» SAG-AFTRA.                                             | [ 52 ]        |
| Серый дом               | TBA                       | Независимое производство с «временным соглашением» SAG-AFTRA (исключение).                                | [ 53 ]        |
| Хэл и Харпер            | TBA                       | Независимое производство с «временным соглашением» SAG-AFTRA (исключение).                                | [ 54 ]        |
| Невидимый взгляд        | TBA                       | Независимое производство с «временным соглашением» SAG-AFTRA (исключение).                                | [ 52 ] [ 54 ] |

### Другие медиа
| Название      | Сеть   | Состояние | Прим.         |
| ------------- | ------ | --------- | ------------- |
| Critical Role | Twitch |           | [ 55 ] [ 56 ] |

## Перенесённые проекты

### Кинематограф
В данном разделе представлены фильмы, производство которых было завершено до начала забастовки SAG-AFTRA, но даты их премьер были перенесены из-за вышеупомянутой забастовки:
| Название                                 | Дистрибьютор         | Первоначальная дата премьеры | Новая дата премьеры |
| ---------------------------------------- | -------------------- | ---------------------------- | ------------------- |
| Крейвен-охотник                          | Sony Pictures        | 6 октября 2023               | 30 августа 2024     |
| Мадам Паутина                            | Sony Pictures        | 16 февраля 2024              | 14 февраля 2024     |
| Гран Туризмо                             | Sony Pictures        | 11 августа 2023              | 25 августа 2023     |
| Охотники за привидениями: Леденящий ужас | Sony Pictures        | 20 декабря 2023              | 29 марта 2024       |
| Они слушают                              | Sony Pictures        | 30 августа 2024              | TBA                 |
| Космонавт                                | Netflix              | 2023                         | 21 февраля 2024     |
| Дева и дракон                            | Netflix              | 13 октября 2023              | 8 марта 2024        |
| Игроки                                   | Netflix              | 2023                         | TBA                 |
| Претенденты                              | MGM                  | 15 сентября 2023             | 26 апреля 2024      |
| Белая птица: История чуда                | Lionsgate            | 18 августа 2023              | 2023                |
| Бедные-несчастные                        | Searchlight Pictures | 8 сентября 2023              | 8 декабря 2023      |
| Проблемный                               | A24                  | 4 августа 2023               | TBA                 |
| Красотки в бегах                         | Focus Features       | 22 сентября 2023             | 23 февраля 2024     |
| Сила природы: Город тайн 2               | IFC Films            | 24 августа 2023              | TBA                 |
| Дюна: Часть вторая                       | Warner Bros.         | 3 ноября 2023                | 15 марта 2024       |

### Телевидение
В данном разделе представлены телевизионные шоу, съёмки которых завершились до начала забастовки SAG-AFTRA, но даты их премьер были изменены из-за вышеупомянутой забастовки:
| Название                  | Сеть       | Первоначальная дата премьеры | Новая дата премьеры |
| ------------------------- | ---------- | ---------------------------- | ------------------- |
| Ретрит                    | FX on Hulu | 29 августа 2023              | Ноябрь 2023         |
| Настоящий рэп (2-й сезон) | Max        | 10 августа 2023              | 9 ноября 2023       |